# 柯子彰

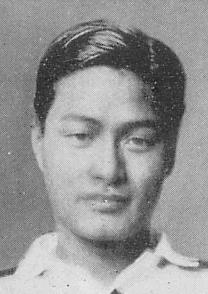
柯子彰

柯 子彰（か ししょう、1910年 - 2001年）は、元ラグビーユニオン選手、指導者。

## プロフィール
- 台湾出身。
- ポジションはセンター(CTB)。
- 日本代表キャップは4。

## 人物
台湾台北市大稲埕生まれ、小学生一年の時に親の仕事の関係で中国福州に渡り、13歳で来日。父方の伯父の妻は、台湾の医学界でも有名なカナダ人宣教師馬偕博士(Dr.Mackay)の娘という敬虔なキリスト教家庭に育ったことから、旧制同志社中学に進学。
その後、早稲田大学に進み、早稲田大学ラグビー蹴球部に入部。1930年（昭和5年）にはラグビー全日本のカナダ遠征選手に選抜される。1934年（昭和9年）の豪州学生選抜戦では23歳3ヶ月20日の若さで日本代表のキャプテンを務め、これは現在に到るまで歴代日本代表の最年少主将として記録されている。早稲田ラグビーのお家芸といわれる「揺さぶり戦法」を生み出した。最終学年では主将に就任。昭和初期の早稲田ラグビー黄金期を飾る名プレーヤーとして名を馳せる。日本代表CTBとして4キャップを得た。「柯子彰の前に柯子彰なく、柯子彰の後に柯子彰なし」と言われた。大学卒業後は満鉄に勤務。そこでもラグビーの普及に尽力。
戦後は台湾に戻り、1946年11月1日には台湾ラグビー協会を設立。2001年4月、台北にて没。
なお、森喜朗元首相は2003年12月の台湾訪問の目的のひとつとして、父のラグビー仲間であった柯子彰の墓参りを挙げている。
2002年に台湾の公共電視が、台湾を代表するラガーマン柯子彰のドキュメンタリー番組「永遠の13番」を製作。